# Österreichische Badmintonmeisterschaft 1968
Die Österreichische Badmintonmeisterschaft 1968 fand in Baden statt. Es war die elfte Auflage der Badmintonmeisterschaften von Österreich.

## Titelträger
| Disziplin    | Sieger                                   |
| ------------ | ---------------------------------------- |
| Herreneinzel | Reinhold Pum                             |
| Dameneinzel  | Ingrid Wieltschnig                       |
| Herrendoppel | Reinhold Pum Leopold Bauer               |
| Damendoppel  | Elisabeth Wieltschnig Ingrid Wieltschnig |
| Mixed        | Reinhold Pum Ingrid Wieltschnig          |